# Charles Howard (1er comte de Carlisle)
Pour les articles homonymes, voir Charles Howard et Howard.
Charles Howard, 1er comte de Carlisle (1629 - 24 février 1685) est un chef militaire et homme politique anglais qui siège à la Chambre des communes entre 1653 et 1660 et qui est créé comte de Carlisle en 1661.

## Biographie
Il est le fils et l'héritier de William Howard de Naworth à Cumberland, et de Mary, fille de William, Lord Eure et arrière-petit-fils de William Howard (1563-1640) (en), troisième fils de Thomas Howard (4e duc de Norfolk). En 1645, il se convertit à l'Église anglicane et appuie le gouvernement du Commonwealth, étant nommé haut-shérif de Cumberland en 1650. Il achète le château de Carlisle et devient gouverneur de la ville. Il se distingue à la bataille de Worcester aux côtés d'Oliver Cromwell et devient membre du conseil d'État en 1653, nommé capitaine du garde du corps du protecteur et choisi pour exécuter diverses tâches publiques. En 1653, il est nommé député des quatre comtés du nord du Parlement de Barebone. Il est élu député de Cumberland en 1654.
En 1655, il reçoit un régiment, est nommé commissaire chargé de juger les rebelles du nord et major général adjoint de Cumberland, Westmorland et Northumberland. Il est réélu député de Cumberland en 1656. En 1657, il est inclus à la Chambre des lords de Cromwell et vote en faveur de la prise du titre royal par le protecteur la même année. En 1659, il exhorte Richard Cromwell à défendre son gouvernement par la force contre les chefs de l'armée, mais son conseil ayant été refusé, il use de son influence en faveur du rétablissement de la monarchie. Après la chute de Richard, il est emprisonné. En avril 1660, il siège de nouveau au parlement pour Cumberland et, lors de la restauration, il est nommé custos rotulorum, Lord Lieutenant du Cumberland et Lord Lieutenant du Westmorland.
Le 20 avril 1661, il est créé baron Dacre, de Gillesland, vicomte Howard de Morpeth et comte de Carlisle. La même année, il est nommé vice-amiral de Northumberland, Cumberland et Durham et, en 1662, adjoint du Comte-maréchal. En 1663, il est nommé ambassadeur en Russie, en Suède et au Danemark. En 1668, il porte la jarretière à Charles XI de Suède.
En 1667, il est nommé lieutenant général des forces et commandant en chef adjoint des quatre comtés les plus au nord. En 1672, il devient l'un des commissaires pour le poste de Lord Lieutenant de Durham. Il commande un régiment dans l'armée Blackheath nouvellement levée de 1673, qui devait être utilisée contre les Hollandais. À la suite du traité de Westminster, le régiment est dissous.
En 1678, il est nommé gouverneur de la Jamaïque, mais les planteurs élus à l'Assemblée jamaïcaine s'opposent à ses instructions d'introduire la loi de Poynings sur l'île. Appelant les élus des "fous, des ânes, des mendiants et des lâches", le gouverneur a arrêté leurs dirigeants, William Beeston (gouverneur) et Samuel Long, père de l'historien planteur jamaïcain Edward Long. Cependant, lorsqu'ils ont été renvoyés en Angleterre, Beeston et Long ont plaidé avec succès, et les instructions du gouverneur ont été annulées. Il a été renommé gouverneur de Carlisle. Il mourut en 1685 et fut enterré à la Cathédrale d'York.

## Famille
Il épouse Anne (décédée en 1696), fille d'Edward Howard (1er baron Howard d'Escrick) et arrière-petite-fille de Thomas Howard (4e duc de Norfolk), ils ont six enfants :
- Edward Howard (2e comte de Carlisle) (1646-1692)
- Katherine Howard (29 juillet 1662- mars 1682)
- Frederick Christian Howard (5 novembre 1664 - octobre 1684), tué au siège de Luxembourg
- Charles Howard (5 septembre 1668 - 3 avril 1670)
- Mary Howard (décédée le 27 octobre 1708), mariée à John Fenwick (3e baronnet)
- Anne Howard, mariée à Richard Graham (1er vicomte Preston)

Le colonel Thomas Howard (décédé en 1678), connu pour le Duel de 1662 où il laisse Henry Jermyn (1er baron Dover) mort (ils rivalisaient pour les faveurs d'Anna Talbot, comtesse de Shrewsbury), est son frère cadet. Il est gracié et se marie peu de temps après avec Mary Stewart, duchesse de Richmond.